# Ворден (Нідерланди)
Ворден (нід. Vorden) — село в нідерландській провінції Гелдерланд. Входить до муніципалітету Бронкгорст.
Перша згадка про село датується 1121 роком. До 2005 року мало статус окремого муніципалітету.

## Галерея

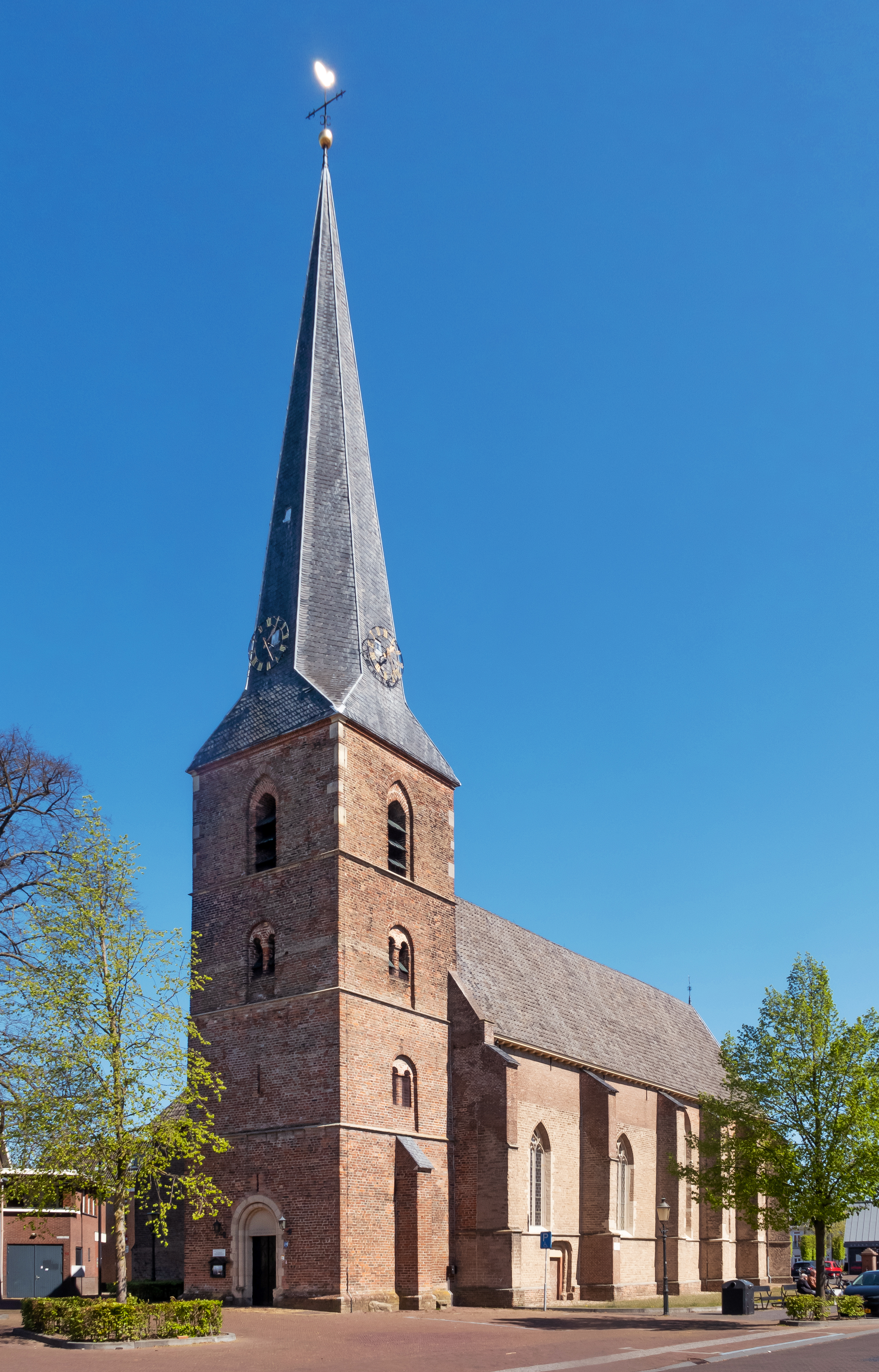
Церква Антоніуса
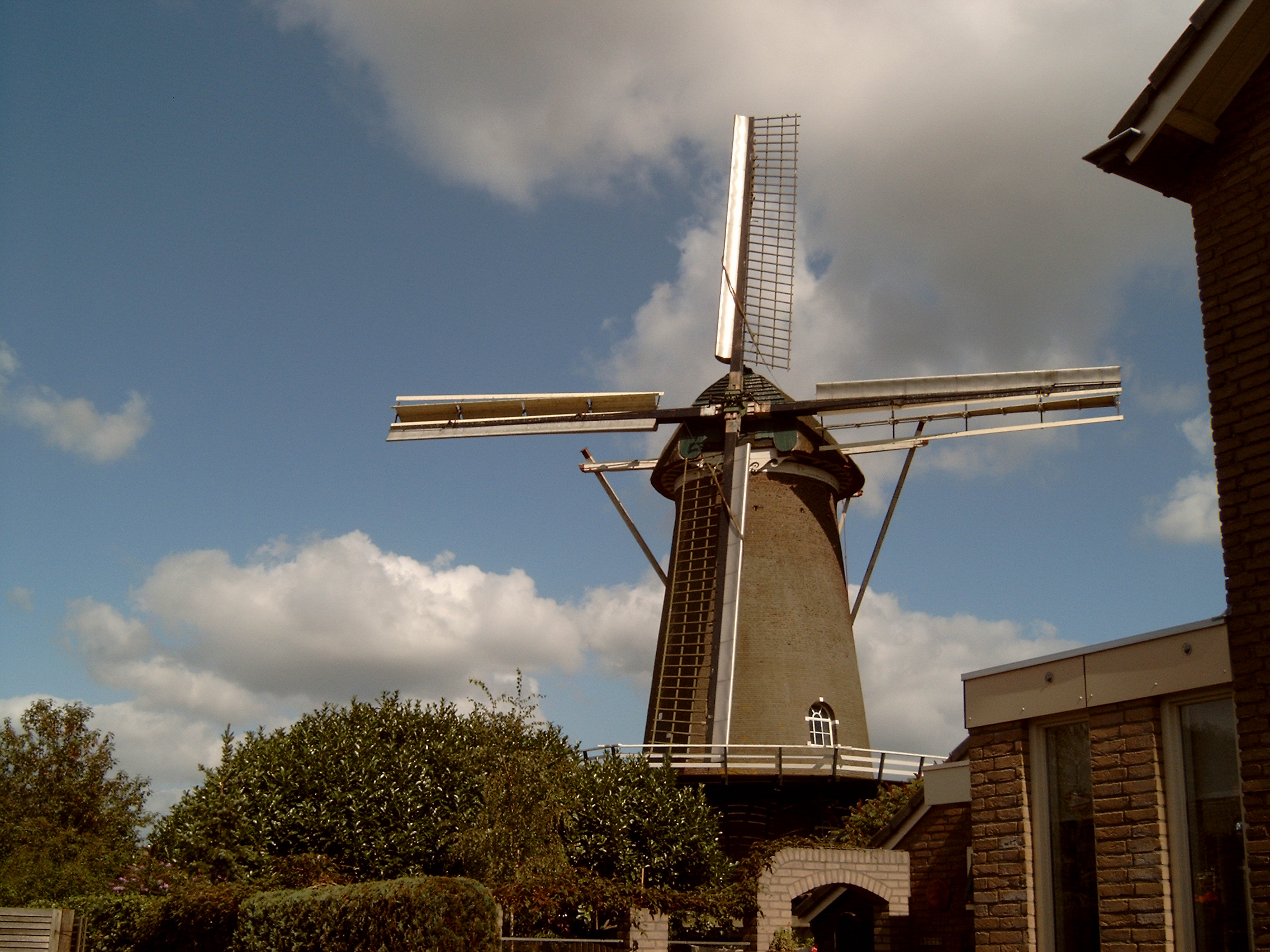
Вітряк
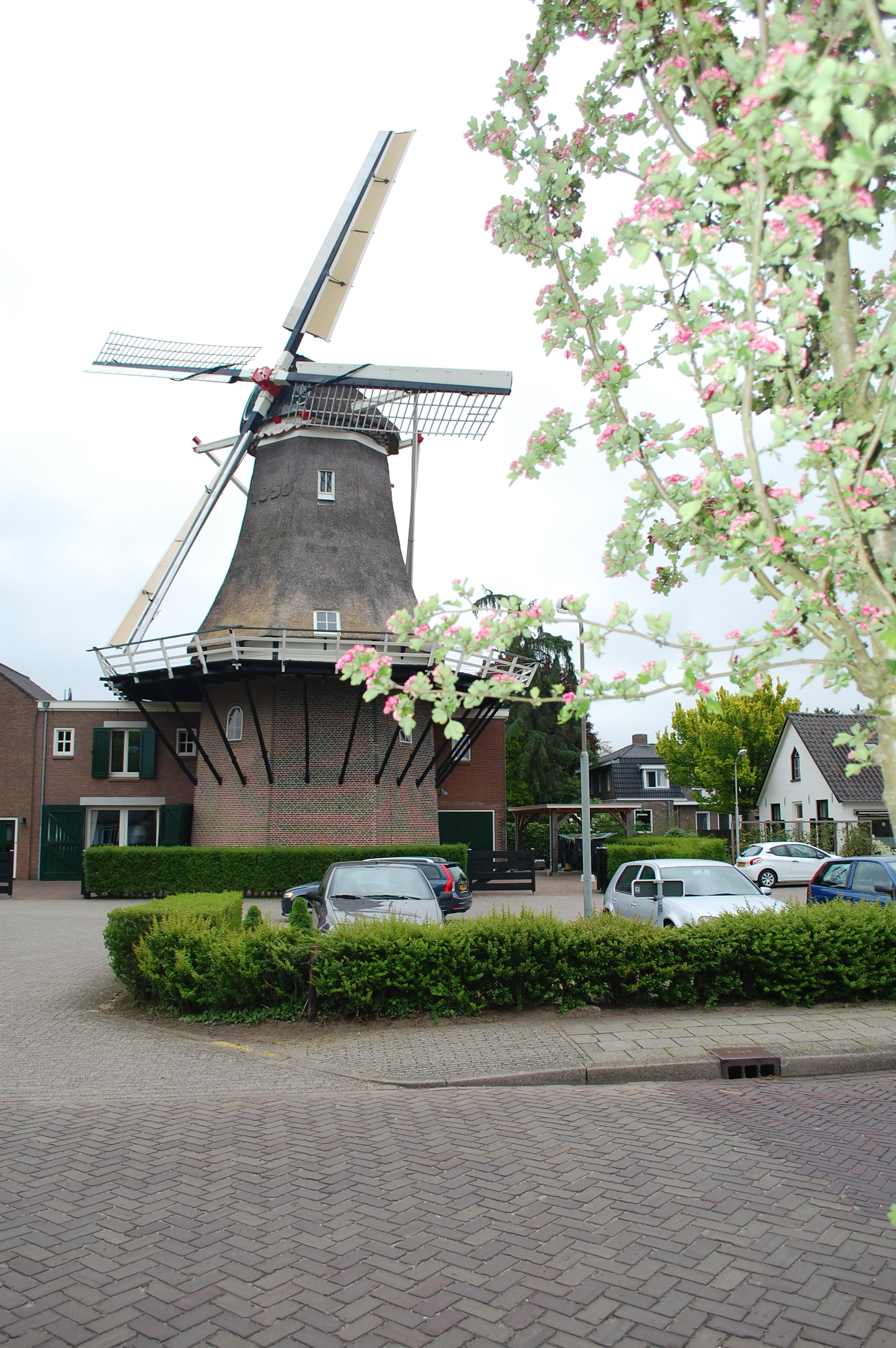
Вітряк